# Copa de las Naciones UCI sub-23 2007
La Copa de las Naciones UCI sub-23 2007, fue la primera edición del calendario ciclístico creado por la Unión Ciclista Internacional para corredores menores de 23 años.
Estuvo compuesto por seis carreras, cuatro de ellas por etapas y 2 de un día. Los puntos obtenidos en las mismas dieron como ganador a Eslovenia que superó a Francia y Dinamarca.

## Resultados
| Fecha     | País     | Carrera                    | Categoría | Vencedor        | Vencedor (Países) | Líder (Países) |
| --------- | -------- | -------------------------- | --------- | --------------- | ----------------- | -------------- |
| 30/3-1/4  | Portugal | Gran Premio de Portugal    | 2.Ncup    | Vitor Rodrígues | Portugal          | Portugal       |
| 18/4      | Francia  | La Côte Picarde            | 1.Ncup    | Simon Špilak    | Eslovenia         | Eslovenia      |
| 21/4      | Bélgica  | Lieja-Bastoña-Lieja sub-23 | 1.Ncup    | Grega Bole      | Eslovenia         | Eslovenia      |
| 26/4-1/5  | Italia   | Giro de las Regiones       | 2.Ncup    | Rui Costa       | Portugal          | Eslovenia      |
| 22/8-26/8 | Suiza    | Gran Premio Guillermo Tell | 2.Ncup    | Gatis Smukulis  | Rusia             | Eslovenia      |
| 6/9-15/9  | Francia  | Tour del Porvenir          | 2.Ncup    | Bauke Mollema   | Países Bajos      | Eslovenia      |

## Clasificación
| Pos. | País         | Puntos |
| ---- | ------------ | ------ |
| 1º   | Eslovenia    | 108    |
| 2º   | Francia      | 106    |
| 3º   | Dinamarca    | 102    |
| 4º   | Países Bajos | 79     |
| 5º   | Rusia        | 73     |
| 6º   | Portugal     | 71     |
| 7º   | Alemania     | 67     |
| 8º   | Italia       | 64     |
| 9º   | España       | 47     |
| 10º  | Bélgica      | 47     |